# Liberation Garden
Liberation Garden is een oorlogsmuseum over de Tweede Wereldoorlog aan de Koningin Louisa-Marialaan in het Belgische Leopoldsburg. 
Het museum werd geopend op 6 mei 2023 en belicht Operation Market Garden, waarvan het grondoffensief vanuit Belgisch-Limburg begon. In de tentoonstelling wordt ook het verhaal verteld de Tweede Wereldoorlog in de omgeving van Leopoldsburg. Het museum is gevestigd in het gerestaureerde ‘Chinees paviljoen’, een gerenoveerde officiersvilla uit 1869, die een glazen uitbouw kreeg.

## Galerij

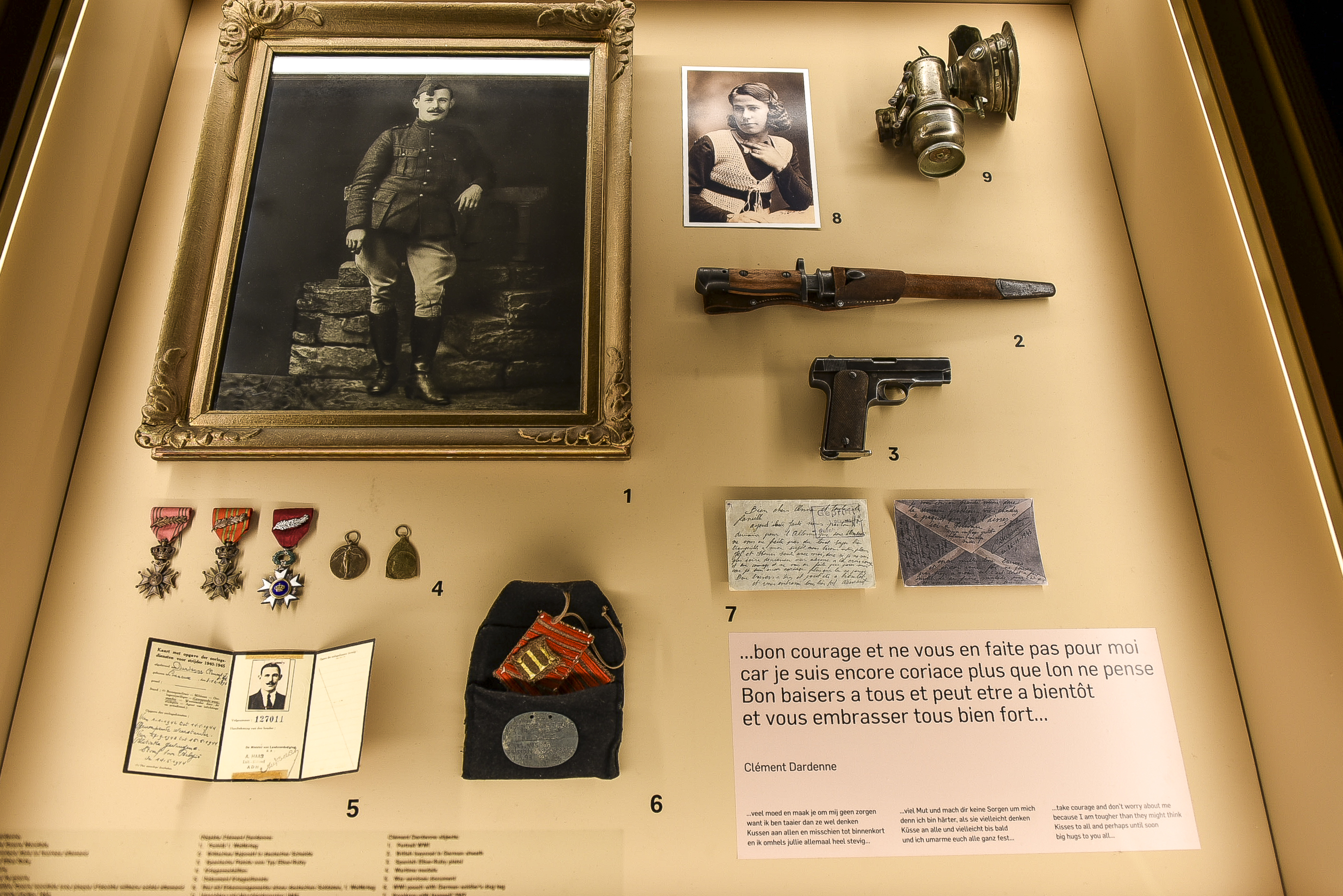
Clément Dardenne, weerstander
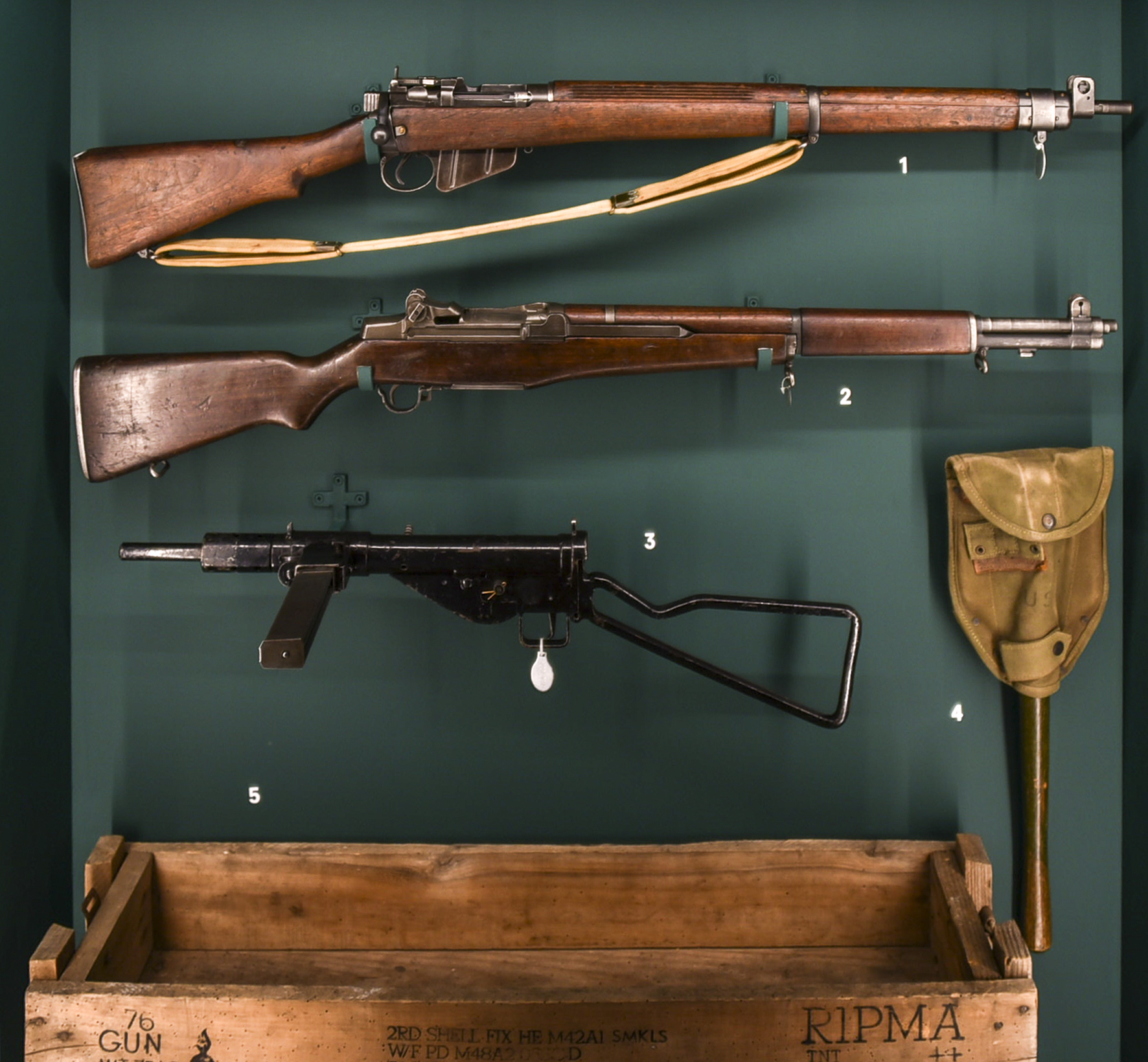
Wapens van geallieerden
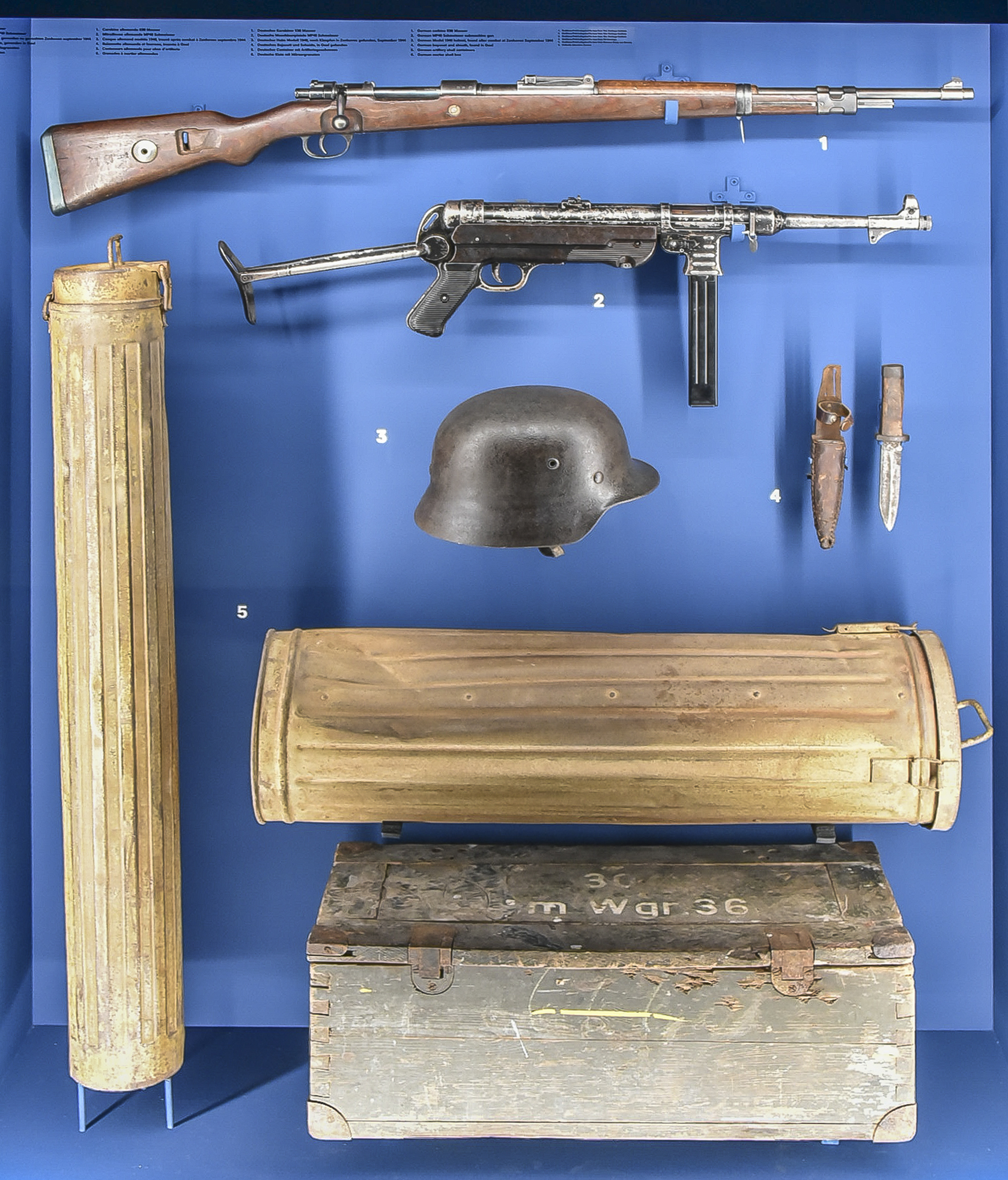
Wapens van de Wehrmacht
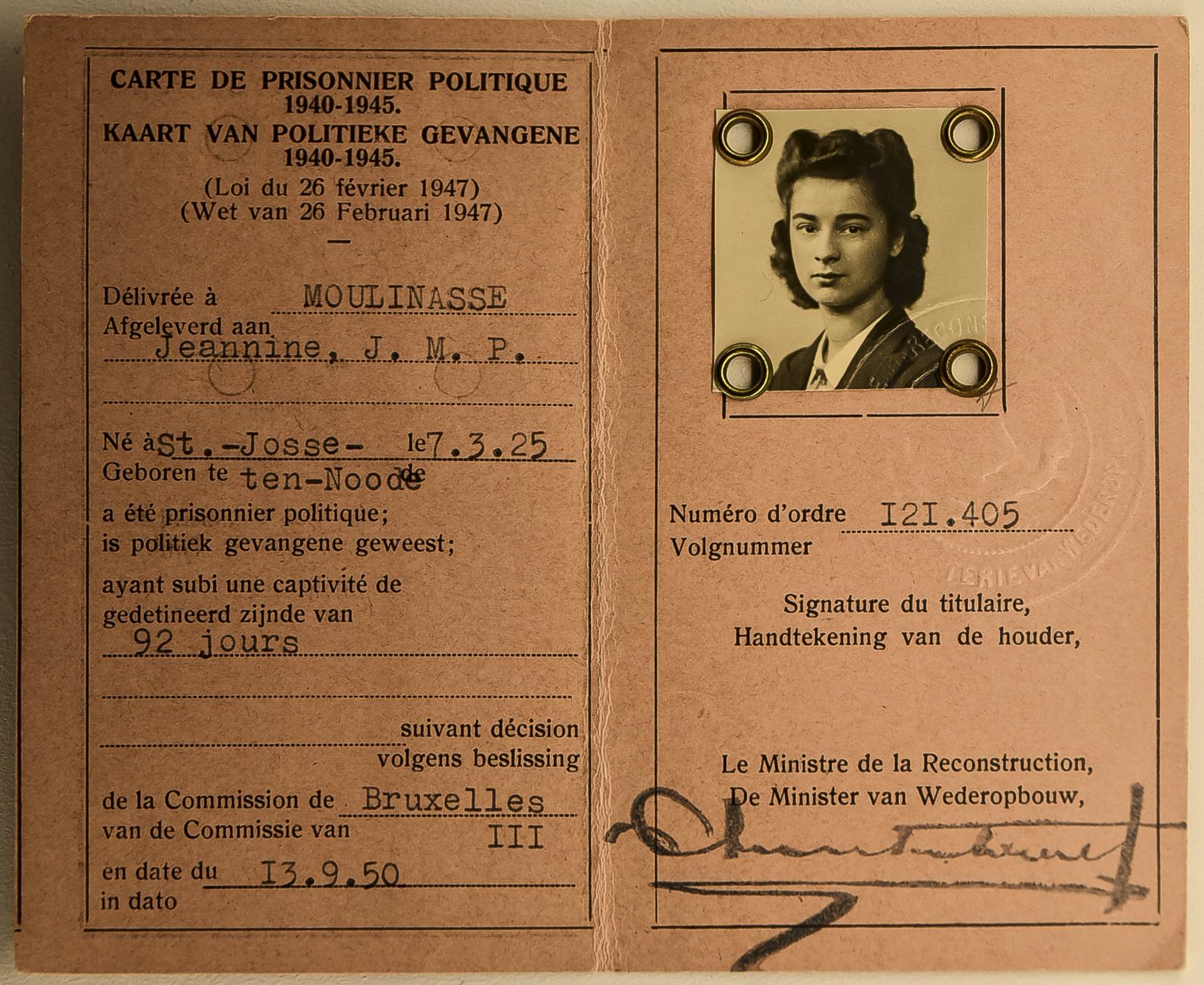
Politiek gevangene
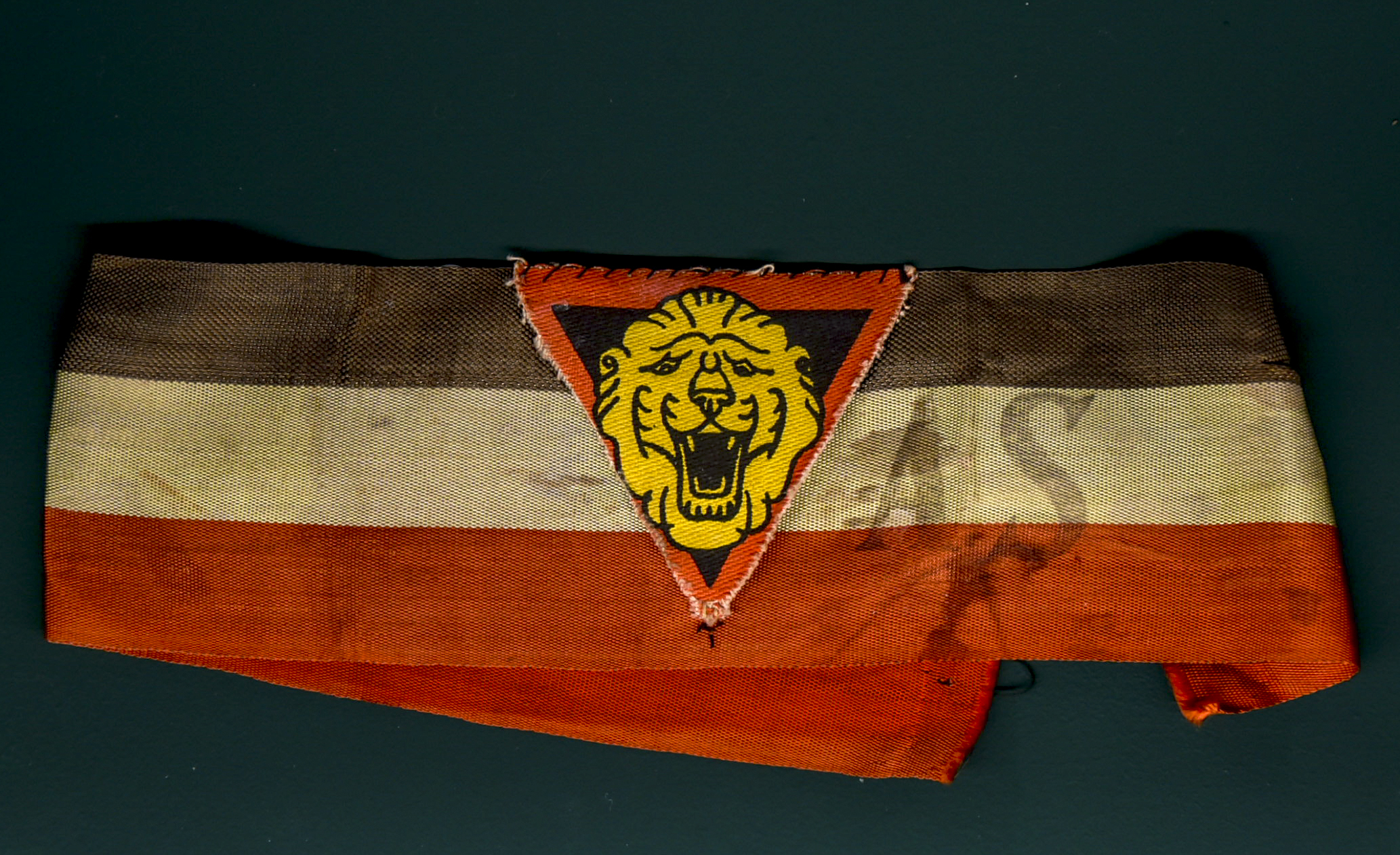
Verzetsband Geheim Leger